# Катерина Вюртемберзька (1821—1898)
Катерина Вюртемберзька (нім. Katherina von Württemberg), повне ім'я Катерина Фредеріка Шарлотта Вюртемберзька (нім. Katherina Friederike Charlotte von Württemberg; 24 серпня 1821 — 6 грудня 1898) — вюртемберзька принцеса з Вюртемберзького дому, донька короля Вюртембергу Вільгельма I та вюртемберзької принцеси Пауліни, дружина принца Вюртембергу Фрідріха, матір останнього короля Вюртембергу Вільгельма II.

## Біографія
Катерина народилася 24 серпня 1821 року у Штутгарті. Вона стала первістком для короля Вюртембергу Вільгельма I та його третьої дружини Пауліни Вюртемберзької, з'явившись на світ наступного року після їхнього весілля. Згодом у дівчинки з'явився молодший брат Карл та сестра Августа.
Шлюб батьків був нещасливим. Невістка Ольга Миколаївна змальовувала його повністю позбавленим гармонії. Вільгельм до того ж мав кілька коханок. Матір присвятила себе благодійності та була дуже популярною серед простого люду.
Наприкінці 1830-х років російський царевич Олександр у пошуках нареченої зустрічався з Катериною та зауважував, що вона набагато більш вродлива, ніж Александріна Баденська, на кандидатурі якої наполягав його батько. Втім, додавав, що не відчуває до неї ніякого потягу.
У віці 24 років Катерина вийшла заміж за свого 37-річного кузена Фрідріха Вюртемберзького. Весілля відбулося 20 листопада 1845 у Штутгарті. За два роки народився їхній єдиний син. Родина мала палац у Штутгарті та мисливський будинок Катарінангоф у Бакнанзі.
У 1870 році Фрідріх Вюртемберзький помер від виразки. Катерину описували згодом як «сувору та стару овдовілу принцесу, з чоловічим обличчям, одягнену зазвичай у фіолетові або лілові сукні». Майже весь час вона проживала на віллі Зеєфельд на узбережжі Боденського озера у Швейцарії. Цей будинок придбалаще її мати, королева Пауліна, у 1868 році.
Катерина пережила чоловік майже на тридцять років і пішла з життя 6 грудня 1898. Похована у замковій каплиці Людвігсбурга.

## Нагороди
- Орден Святої Катерини 1 ступеня (Російська імперія) (24 квітня 1836).

## Родина
Чоловік — Фрідріх Вюртемберзький
Дітиː
- Вільгельм (1848—1921) — останній король Вюртембергу у 1891—1918 роках, був двічі одруженим, мав сина та доньку.